# Margarita Paluz Rivas
Margarita Paluz Rivas (Loncoche, 7 de agosto de 1931) es una dentista y política chilena, miembro del Partido Demócrata Cristiano (PDC). Fue diputada de la República por la Vigésimoprimera Agrupación Departamental de Temuco, Lautaro, Imperial, Pitrufquén y Villarrica (Región de la Araucanía), entre 1965 y 1969.

## Biografía
Nació en Loncoche, el 7 de agosto de 1931. Hija de Juan Paluz Aburid y Gumercinda Isaura Rivas Manríquez.
Se casó en la misma comuna, el 2 de septiembre de 1966, con Humberto Espejo Zúñiga.
Estudió odontología y se recibió de cirujano dentista.

### Trayectoria política
Integró las filas del Partido Demócrata Cristiano (PDC) y como tal, asumió la dirección del Departamento Femenino en Loncoche.
Em las elecciones parlamentarias  de 1965, fue electa diputada, por la Vigésimoprimera Agrupación Departamental, correspondiente a Temuco, Lautaro, Imperial, Pitrufquén y Villarrica, por el período 1965-1969. Integró la Comisión Permanente de Asistencia Médico-Social e Higiene; la de Vivienda y Urbanismo; la de Salud Pública; la de Trabajo y Seguridad Social; la de Constitución, Legislación y Justicia; y la de Hacienda. Fue además, miembro de la Comisión Especial de la Vivienda, 1965-1966.
Entre las mociones que resultaron ley está la ley N.° 16.772 del 15 de mayo de 1968 sobre el Código del Trabajo, Artículo 323: Modificación relativa a pago de semana corrida a obreros determinados; la ley N.° 17.093 del 6 de febrero de 1969 sobre población San Pedro, comuna de San Antonio; actuales ocupantes; Transferencia; y la ley N.° 17301, del 22 de abril de 1970 relativa a la creación de la Junta Nacional de Guarderías Infantiles (actual Junji).